# Берёзовка (приток Летней)
Березовка — река в России, протекает по территории Кривопорожского и Куземского сельских поселений Кемского района Республики Карелии. Длина реки — 30 км, площадь водосборного бассейна — 156 км².
Река берёт начало из ламбины без названия на высоте 77,9 м над уровнем моря и далее течёт преимущественно в восточном направлении по заболоченной местности.
Река в общей сложности имеет 22 малых притока суммарной длиной 36 км.
Крупнейший приток — правый — река Безымянка.
Впадает на высоте 12,0 м над уровнем моря в реку Летнюю, впадающую в Белое море.
Населённые пункты на реке отсутствуют.
Код объекта в государственном водном реестре — 02020000712102000002599.